# Cardarine

Cardarines kemiska struktur.

Cardarine, kemiskt namn: GW501516, är ett prestationshöjande medel som intas oralt, med syfte att framför allt främja uthållighet vid idrottande och återhämtning. Ämnet är lagligt i Sverige, men dopingklassas av WADA. Flera väl publicerade dopingfall har förekommit under 2000-talet efter att atleter testat positivt för substansen, till exempel trestegshopperskan Ana José Tima. En normal dos är cirka 20 milligram som intas dagligen.
Cardarine missuppfattas ofta tillhöra gruppen av Sarmspreparat, men är i själva verket en PPAR agonist.